# Fred Fisher
Fred Fisher (* 30. September 1875 als Alfred Breitenbach in Köln; † 14. Januar 1942 in New York) war ein deutscher Komponist US-amerikanischer Populärmusik im Genre der Tin Pan Alley.

## Leben
Der in Köln geborene Alfred Breitenbach wuchs dort in eher ärmlichen Verhältnissen auf. Sein Vater war Max Breitenbach, ein Reisevertreter für „Adler-Handschuhe“, seine Mutter war Theodora Nassauer-Breitenbach, eine Journalistin der Kölnischen Zeitung und Mitgründerin des Baron de Hirsch-Instituts. 1898 verließ er sein Zuhause und heuerte zunächst in der unter Kaiser Wilhelm II. neu aufgebauten kaiserlichen Kriegsmarine an; anschließend ging er zur französischen Fremdenlegion.
1900 wanderte er in die USA aus und kam nach Chicago, wo er in einem South-Street-Saloon Klavierspielen lernte. Er zog schließlich nach New York, wo er für die Musikverlage Harms & Co. und Leo Feist & Co. arbeitete. Dabei entdeckte er sein Talent als Komponist von populärer Musik, und seine erste Komposition war Every Little Bit Helps (Text: George Whiting, 1904) für Ada Jones & Len Spencer, aufgenommen am 27. Juni 1905. Im Jahr danach erschienen Let Me See You Smile und I’ve Said My Last Farewell für Billy Murray. Meistens komponierte er die Musik, die Texte wurden häufig von Alfred Bryan verfasst. Einige seiner Songs wurden für das Vaudeville-Showprogramm Ziegfeld Follies verwendet.

## Millionenseller

Ben Selvin’s Novelty Orchestra – Dardanella

Im März 1907 landete er mit If the Man in the Moon Were a Coon (Loon), wiederum gesungen von Ada Jones, seinen ersten Millionenseller, der über 2,5 Millionen Mal verkauft wurde und in der Pop-Hitparade bis zum dritten Rang vordrang. Es handelte sich um eine Kombination von Moon Songs und Coon Songs (damals populäre Lieder über den Mond und über Afroamerikaner). Kurz danach legte er sich den Namen Fred Fisher zu, seinen starken kölschen Dialekt hatte er jedoch nicht ablegen können. 1907 gründete er am Broadway den Musikverlag Fred Fisher Music Publishing Company, dessen Inhaber er bis zu seinem Tod blieb. Dadurch vereinnahmte er doppelte Tantiemen, nämlich als Komponist und über seinen Musikverlag. Seine Erfolgsformel lautete: „Komponieren ist eine Frage von Sounds, nicht von Verstand. Wenn Du neue Sounds kreierst, machst Du Geld. Wenn Du keine Sounds schaffst, musst Du es mit Leidenschaft versuchen“.
Auf diese Weise entwickelte er ein Gespür für Erfolgspotenziale. So kam 1919 Dardanella zu seinem Musikverlag als ein von Felix Bernard komponierter instrumentaler Piano-Ragtime, zu dem er einen Text und einen sich wiederholenden Ostinato-Bass hinzufügte. Hiervon wurden insgesamt 6,5 Millionen Exemplare verkauft. 1921 komponierte Jerome Kern für die Broadway-Show Good Morning, Dearie den Titel Ka-lu-a mit einem Text von Anne Caldwell. Kern benutzte ein beinahe gleiches Ostinato wie in Dardanella, woraufhin er von Fisher wegen Plagiats verklagt wurde. Fisher bekam Recht und erhielt 250 US-Dollar als Schadensersatz zugesprochen.

## Weiterer Werdegang

Shep Fields – That’s When Your Heartaches Begin

Frank Sinatra – Chicago

1914 heiratete er Anna, Tochter Doris kam am 2. Mai 1915 zur Welt († 15. Januar 2003), Sohn Marvin wurde am 26. September 1916 geboren († 21. August 1993) und Sohn Daniel „Dan“ folgte am 26. August 1920 († 6. September 2001). Alle drei Kinder wurden selbst zu erfolgreichen Komponisten. Doris schrieb ihren ersten Hit Tutti Frutti im März 1938. Es folgte Marvin  mit For Once in Your Life für die Pennsylvanians und You Don’t Learn That in School für das King Cole Trio (Mai 1947), während Dan für Billie Holiday Good Morning, Heartache (1946) und No Good Man (1944) schrieb. 1918 anglisierte er seinen adaptierten Nachnamen Fischer endgültig in „Fisher“.
In den Zwanziger Jahren war Fisher einer der bekanntesten Autoren der „Tin Pan Alley“, wobei die meisten seiner Songs von Victor Records übernommen wurden. Daneben komponierte er ab 1925 in Hollywood auch die Musikbegleitung für zahlreiche Stummfilme. Im Juli 1922 verfasste er eine Hommage an die erste Stadt in seiner Wahlheimat, Chicago (That Toddling Town), das als erster Ben Selvin übernahm und nach der Veröffentlichung im November 1922 zu einer Nummer fünf der Pop-Hitparade machte. Der später viel gecoverte Song handelt von einem Moralprediger, der vergeblich im lebenslustigen Chicago die Prohibition durchzusetzen versucht und schließlich am Widerstand der Einwohner scheitert. Es begannen die intensivsten Jahre, in denen Fisher pro Jahr eine Vielzahl von Kompositionen ablieferte. Sein That’s When Your Heartaches Begin entstand am 3. Juni 1937 in der Originalfassung von Shep Fields; die Ink Spots coverten den Titel im Dezember 1940, bevor Elvis Presley ihn am 13. Januar 1957 als B-Seite von All Shook Up aufnahm. Ebenfalls 1957 nahm Frank Sinatra Chicago auf; es wurde  im Kinofilm The Joker Is Wild verwendet und Teil seines ständigen Repertoires.
Ab 1939 litt Fred Fisher an einer unheilbaren Krankheit, wegen der er am 14. Januar 1942 Suizid beging und in seiner Wohnung in Manhattan starb. Er wurde auf dem Maimonidas Cemetery in Queens beigesetzt.

## Film und Auszeichnungen
Fishers Werdegang wurde auch Grundlage des Hollywood-Filmmusicals Der Schlagerkönig (Originaltitel: Oh You Beautiful Doll), das den Rahmen für viele seiner großen Hits bildete und am 11. November 1949 in die Kinos kam. Hierin wurde Fisher von Szőke Szakáll (1884–1955) gespielt, einem aus Ungarn stammenden Schauspieler. Für Fred Fisher sind bei ASCAP insgesamt 187 Kompositionen urheberrechtlich registriert. Sein Lebenswerk brachte Fisher 1970 die posthume Aufnahme in die amerikanische Songwriters Hall of Fame ein.

## Diskografie (Auswahl), in Klammern Interpreten mit Aufnahmedatum
- Every Little Bit Helps (Ada Jones & Len Spencer), 27. Juni 1905
- Let Me See You Smile (Billy Murray), 23. März 1906
- I’ve Said My Last Farewell (Billy Murray), 31. Mai 1906
- And a Little Bit More (Arthur Collins), 1. Mai 1907
- If the Man in the Moon Were a Coon (Ada Jones, Edison 9372), 2. Juli 1907
- When the Moon Plays Peek-A-Boo (Will Rossiter), 1907
- The Meanest Man in Town (Arthur Collins), 1908
- Under the Matzo Tree (Ada Jones), 1908
- My Brudda, Sylves’ (Collins & Harlan), 13. August 1908
- Come Josephine, in My Flying Machine (Blanche Ring) (Ada Jones & Billy Murray, November 1910)
- Good-Bye, Beckie Cohen (Fanny Brice), 11. April 1910
- Any Little Girl That’s a Nice Little Girl, Is the Right Little Girl for Me (Billy Murray), 1911
- Make Me Love You Like You Never Loved Before (“That” Girl Quartet), 11. September 1911
- When I Get You Alone Tonight (Walter van Brunt), 17. September 1912
- Roll Me Around Like a Hoop, My Dear (Maud Tiffany), 1913
- Peg o’ My Heart (Charles W. Harrison, 24. Juli 1913), (Bunny Berigan, 28. November 1939), (Harmonicats März 1947 Nr. 1; ebenso die Three Suns Juni 1947), veröffentlicht am 15. März 1913 für die Ziegfeld Follies
- That Little German Band (Al Jolson), 4. Juni 1913
- I’m on My Way to Mandalay (Henry Burr/Albert Campbell/Will Oakland, Victor 17503), 18. November 1913
- Who Paid the Rent for Mrs. Rip von Winkle (Al Jolson), 1914
- Dancing the Blues Away (Al Jolson), 1914
- When It’s Moonlight on the Alamo (Peerless Quartet, Victor 17591), 11. Mai 1914
- Over the Alpine Mountains (Henry Burr/Albert Campbell, Victor 17614), 15. Mai 1914
- There’s a Spark of Love Still Burning (Henry Burr, Victor 17697), 19. Oktober 1914
- I Want to Go to Tokio (Lyric QT, Victor 17754), 3. März 1915
- Norway, the Land of the Midnight Sun (Al Campbell/Henry Burr, Victor 17827), 4. Juni 1915
- Ireland Must Be Heaven for My Mother Came from There (Charles Harrison, Victor 18111), 19. Juli 1916
- There’s a Bit of Bad in Every Good Little Girl (Billy Murray, Victor 18143; und Gladys Rice), 5. September 1916
- In the Land of Yamo Yamo, 1917
- Lorraine, My Beautiful Alsace Lorraine (Marion Sunshine), 1917
- When It’s Night Time in Little Italy, 1917
- They Go Wild, Simply Wild Over Me (Marion Harris, Victor 18343), 12. Juli 1917
- Oui, Oui Marie (Wee Wee, Marie) (Yerkes Jazarimba Orchestra, Ray Benson Orchestra), 1918
- Dardanella (Ben Selvin, Victor 18633), 20. November 1919, (Musik: Johnny S. Black / Felix Bernard, Text: Fred Fisher)
- Daddy, You’ve Been More Than a Mother to Me (Henry Burr, Victor 18656), November 1919
- Dardanella Blues (Billy Murray/Ed Smalle, Victor 18688), Juni 1920 (komponiert mit J. S. Black)
- I Found a Rose in the Devil’s Garden (Harry Radermans Orchestra, Carmen Cavallaro & His Piano, Sterling Trio Victor 18746: 30. März 1921)
- When The Honeymoon Was Over (Henry Burr, Victor 18805), Mai 1921
- Chicago (That Todd’ling Town) (Jazzbo´s Carolina Serenaders, Ben Selvin Juli 1922, Paul Whiteman Orchestra: 23. August 1922)
- Savannah (Ted Weems & Orchestra, Victor 19344), 29. April 1924
- Hot Hot Hottentot (Roger Wolfe Kahn & Orchestra, Victor 19616), 10. März 1925
- That Red Head Girl (Original Memphis Five), 1925
- If All the Stars Were Pretty Babies (B. F. Goodrich Silvertone Orchestra, Victor 20491), 11. Februar 1927
- Fifty Million Frenchmen Can’t Be Wrong (Nat Shilkret & Victor Orchestra, Victor 20634), 5. Mai 1927
- There Ain’t No Sweet Man Worth the Salt in My Tears (Paul Whiteman, Victor 21464), 8. Februar 1928
- The Dance of the Blue Danube (Foxtrott, Vincent Lopez, Ampico), 1928
- Until the End (Nat Shilkret & Orchestra, Victor 22138), 30. Juli 1929
- Bones and Tambourines (Chor aus der Hollywood-Revue), 1929
- Strike Up the Band, 1929 (Red Nichols and His Five Pennies, Merritt 18), August 3, 1930
- Tableaux of Jewels, 1929
- Liebeslied: Ich Liebe Dich, 1929 (für den Film Wonder of Women von Clarence Brown)
- Blue Is the Night (Nat Shilkret & Orchestra, Victor 22290), 20. Januar 1930
- You’re Feet’s Too Big (Fats Waller), 1936
- That’s When Your Heartaches Begin (Shep Fields, Bluebird 7015), 3. Juni 1937
- There Must Be Paint In the Sky (George Hamilton, Victor 25611), 25. Juni 1937
- It’s Great to Meet a Friend From the Old Town (Bunny Berrigan, Victor 25664), 3. September 1937
- Ten Easy Lessons (Bunny Berigan, Victor 25881), 8. Juni 1938, (komp. Doris Fisher/Harry Bailey)
- Whispering Grass (Don’t Tell the Trees) (Ink Spots), (Musik Doris Fisher), Juli 1940